# Smittina pulchra
Smittina pulchra är en mossdjursart som beskrevs av Androsova 1958. Smittina pulchra ingår i släktet Smittina och familjen Smittinidae. Inga underarter finns listade i Catalogue of Life.